# Сід Макартні
Сід Макартні (англ. Syd Macartney; нар. 24 липня 1954) — британський кіно- та телережисер, кінооператор та сценарист.

## Життєпис
Сід Макартні народився 24 липня 1954 року в  місті Балліміна, графство Антрім, Північна Ірландія, Велика Британія. Закінчив Національну школа кіно і телебачення. Після закінчення навчання Сід Макартні працював як кінооператор та кінорежисер над кількома короткометражками та понад 70 музичними кліпами . 
1983 року деб'ютував як кінооператор у стрічці «Вечірка вечірок», а в 1987 році як режисер з короткометражкою «Найкраще в історії ядерне укриття».
У 1988 році для компанії «Levi Strauss», яка рекламувала свою серію «Levi's 501», створив рекламний ролик «Едді Кокран».

## Фільмографія
| Рік       | Українська назва                        | Оригінальна назва                      | Роль               | Примітка                    |
| --------- | --------------------------------------- | -------------------------------------- | ------------------ | --------------------------- |
| 2016—2023 | «Викликайте акушерку»                   | Call the Midwife                       | режисер            | телесеріал, 19 епізодів     |
| 2015      | «Останнє танго в Галіфаксі»             | Last Tango in Halifax                  | режисер            | телесеріал, 3 епізоди       |
| 2013      | «Пет та Кеббедж»                        | Pat & Cabbage                          | режисер            | ситком, 6 епізодів          |
| 2012      | «Синдикат»                              | The Syndicate                          | режисер            | телесеріал, 3 епізоди       |
| 2011–2012 | «Піксельне обличчя»                     | Pixelface                              | режисер            | дитячий ситком, 12 епізодів |
| 2011      | «Скотт та Бейлі»                        | Scott & Bailey                         | режисер            | телесеріал, 2 епізоди       |
| 2010      | «Зацьковані»                            | Hounded                                | режисер            | ситком, 11 епізодів         |
| 2008      | «Рок суперники»                         | Rock Rivals                            | режисер            | телесеріал, 2 епізоди       |
| 2007      | «Нові трюки»                            | New Tricks                             | режисер            | телесеріал, 2 епізоди       |
| 2006      | «Джейн Голл»                            | Jane Hall                              | режисер            | телесеріал, 3 епізоди       |
| 2006      | «Посібник з правильного господарювання» | The Good Housekeeping Guide            | режисер            | телефільм                   |
| 2002      | «Бути Ейпріл»                           | Бути Ейпріл                            | режисер            | художній                    |
| 2001–2002 | «Лінда Ґрін»                            | Linda Green                            | режисер            | телесеріал                  |
| 1999      | «Розділене кохання»                     | A Love Divided                         | режисер            | художній                    |
| 1999      | «Хроніки молодого Індіани Джонса»       | The Young Indiana Jones Chronicles     | режисер            | телесеріал, 1 епізод        |
| 1998      | «Посол»                                 | The Ambassador                         | режисер            | телесеріал, 2 епізоди       |
| 1996      | «Кентервільський привид»                | The Canterville Ghost                  | режисер            | сімейний                    |
| 1994      | «Хлопчик для биття»                     | The Whipping Boy                       | режисер            | художній                    |
| 1992      | «Міст»                                  | The Bridge                             | режисер            | незалежний                  |
| 1990      | «Єлловтред стріт»                       | Yellowthread Street                    | режисер            | телесеріал                  |
| 1987      | «Подвійне бачення нігіліста»            | The Nihilist's Double Vision           | режисер, сценарист | короткометражний            |
| 1987      | «Найкраще в історії ядерне укриття»     | The Best Ever Nuclear Fall Out Shelter | режисер            | короткометражний            |
| 1986      | «Довідник ріпоголови Алана Паркера»     | A Turnip Head's Guide to Alan Parker   | кінооператор       | художній                    |
| 1985      | «Інший світ»                            | Underworld                             | кінооператор       | художній                    |
| 1983      | «Вечірка вечірок»                       | Party Party                            | кінооператор       | художній                    |

## Премії
На 16-му Шербур-Октевільському фестивалі ірландського та британського кіно, у жовтні 2001 року, Сід Макартні відзначений у номінації «Найкращий фільм» за стрічку «Розділене кохання».